# Zmrocznik wilczomleczek
Zmrocznik wilczomleczek (Hyles euphorbiae syn. Celerio euphorbiae) – owad z rzędu motyli.

## Charakterystyka
Skrzydła o rozpiętości 64–72 mm, od spodu różowe, z wierzchu, przednie beżowoszare, często z oliwkowym lub różowym odcieniem. Rysunek brunatno-oliwkowy. Smuga kostalna mająca formę trzech, zwężających się w kierunku wierzchołka plam. Tylne skrzydła przy nasadzie w zewnętrznej części czarne, w środkowej części ceglaste, z jasnoróżowym obrzeżeniem. Czułki z wierzchu białe. Odwłok oliwkowo-brunatny. Na bokach dwóch pierwszych segmentów odwłoka poprzeczne, czarne i białe paski, na pozostałych segmentach wąskie, białe paski.

## Tryb życia
Owady dorosłe można spotkać o zmroku od połowy maja do połowy lipca. Gąsienice żerują od lipca do września. Podstawowymi roślinami żywicielskimi są wilczomlecz sosnka i wilczomlecz lancetowaty, dodatkowymi inne gatunki wilczomlecza i różne gatunki fuksji. Gąsienice przepoczwarczają się w październiku. Poczwarki zimują na ziemi lub w ziemi do maja.

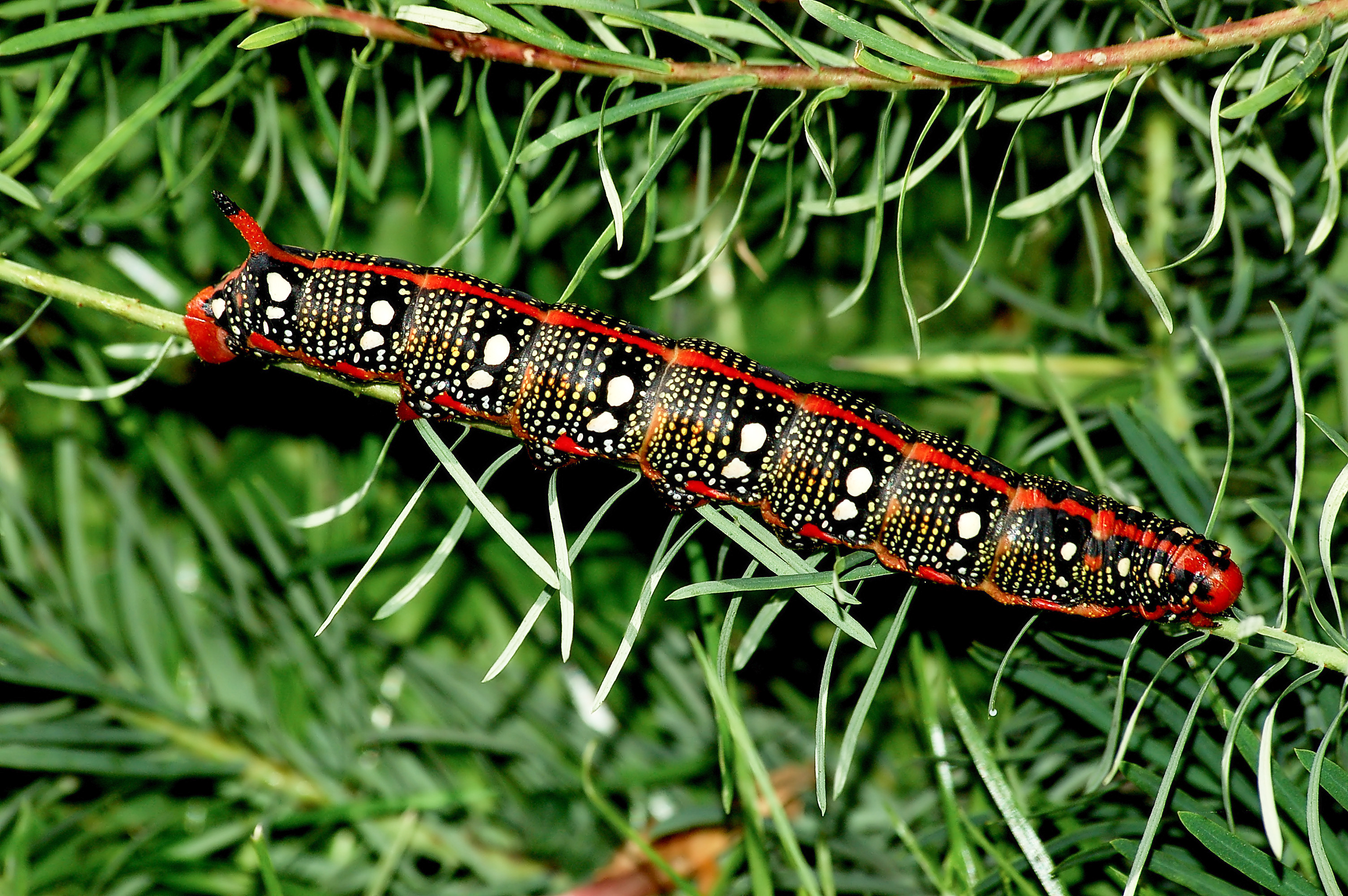
Gąsienica w czasie żeru
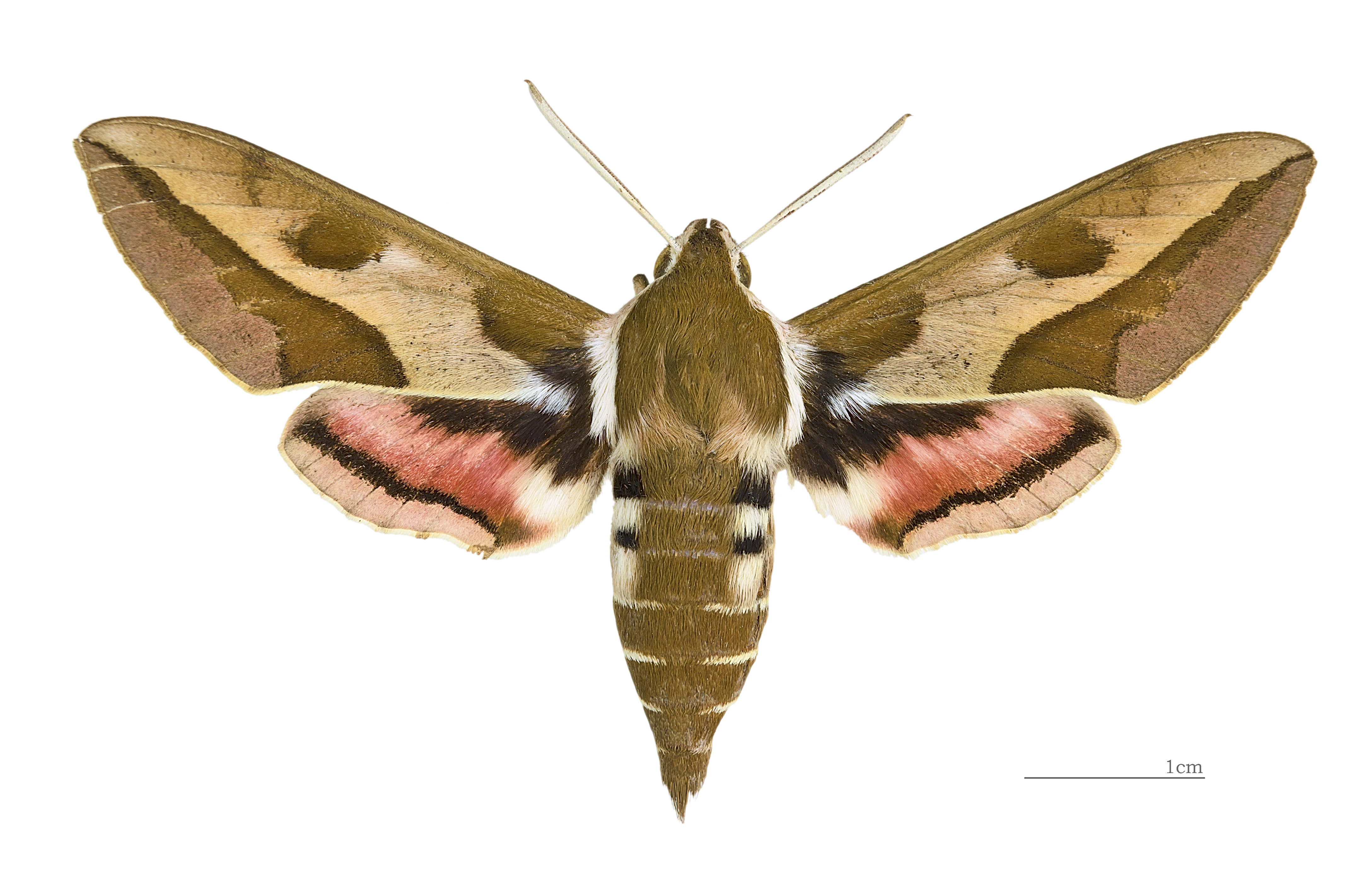
Zmrocznik wilczomleczek ♂
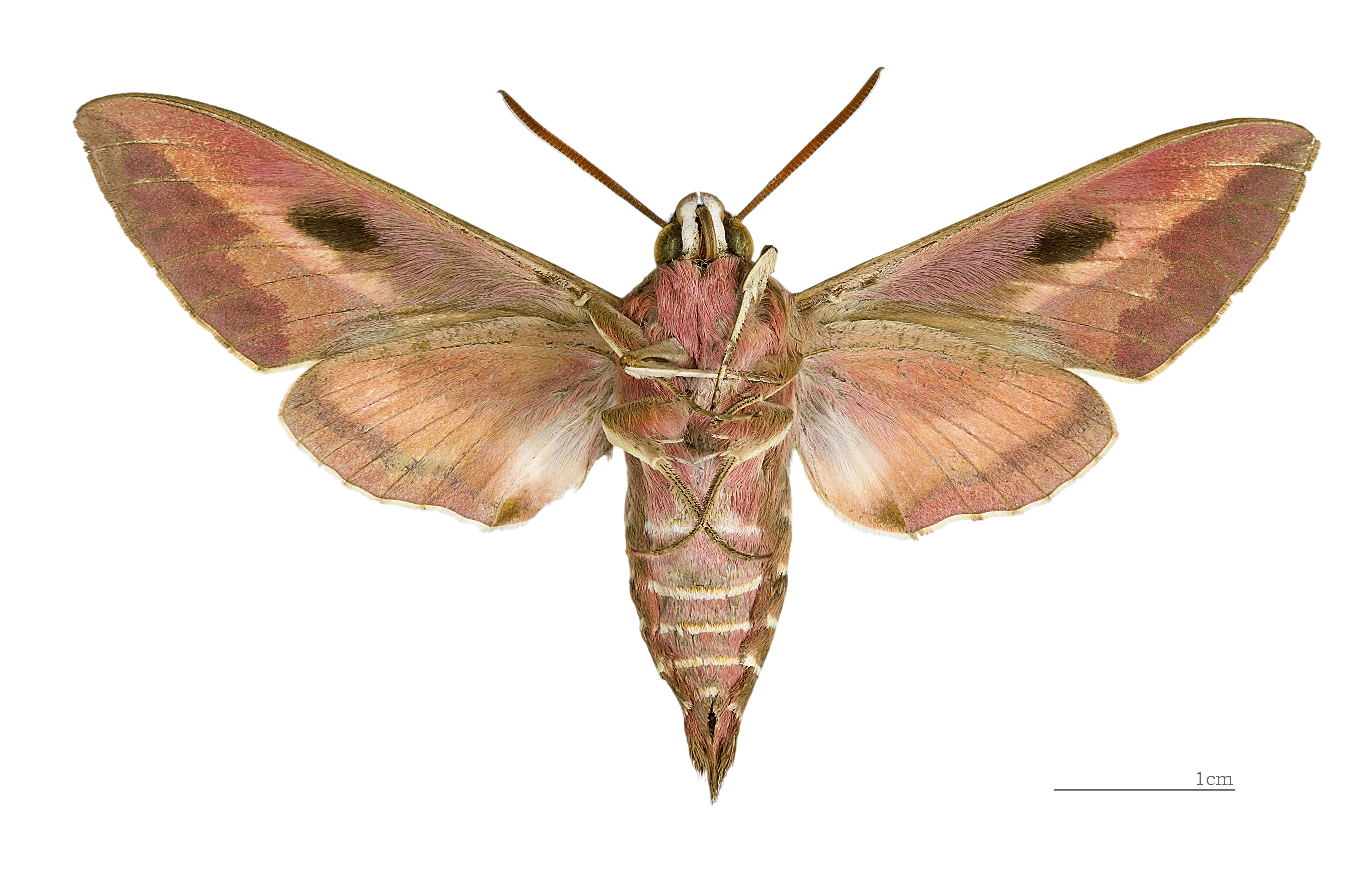
Zmrocznik wilczomleczek ♂△
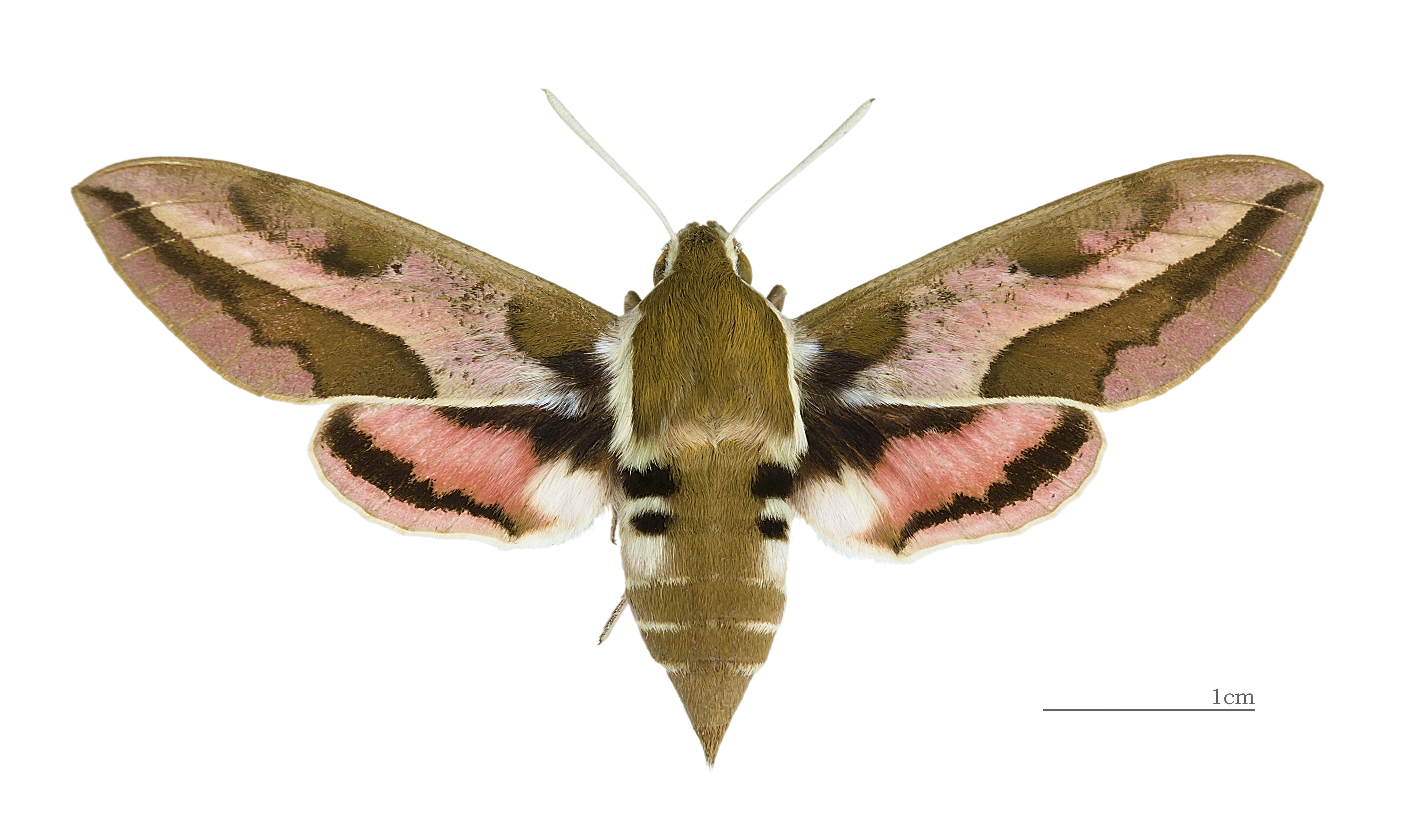
Zmrocznik wilczomleczek ♀
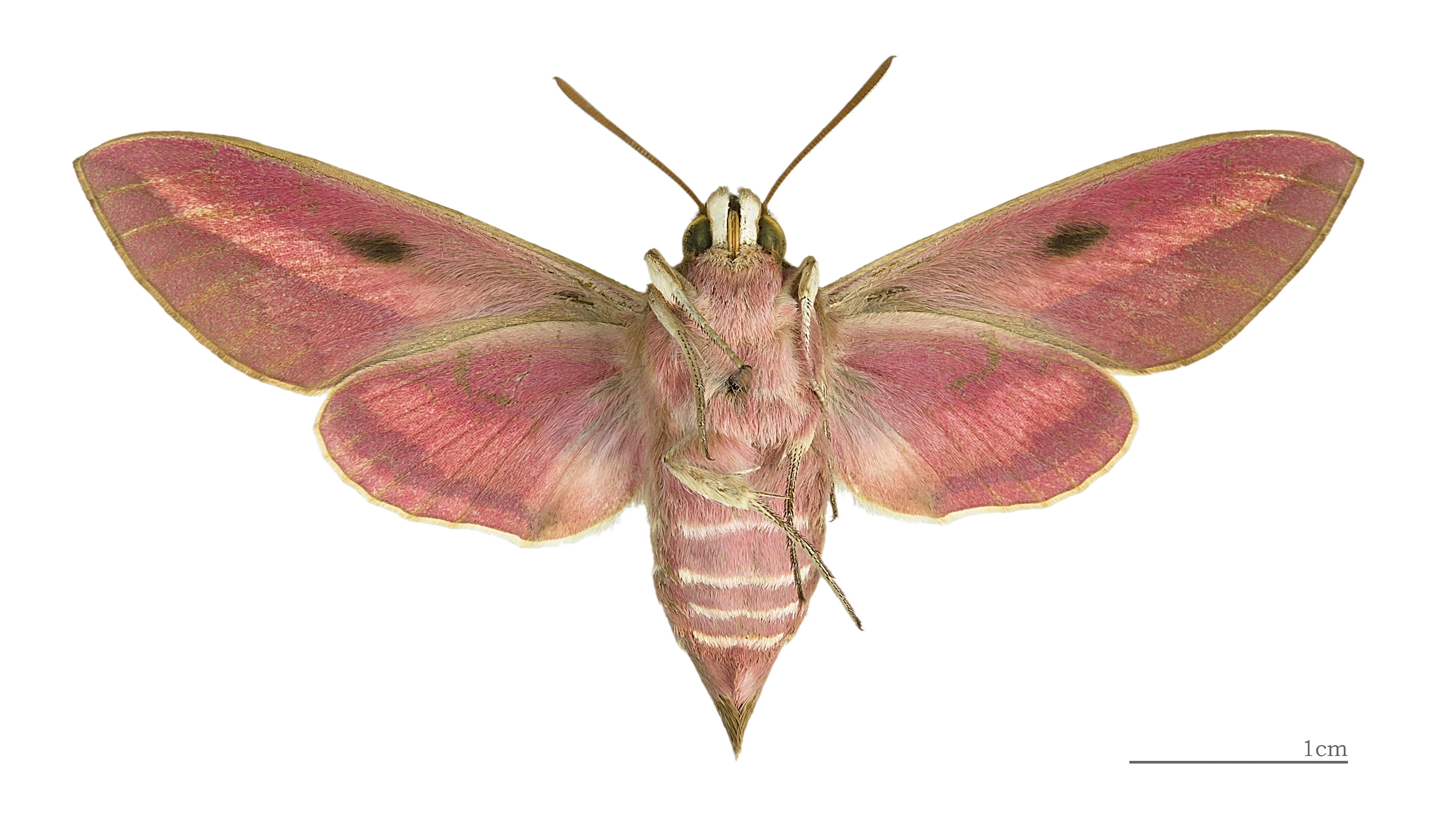
Zmrocznik wilczomleczek ♀△